# 劉易斯代爾 (馬里蘭州)
劉易斯代爾（英語：Lewisdale）是位於美國馬里蘭州佐治王子縣的一個非建制地區。

## 地理
劉易斯代爾所處的海拔為高於海平面23米（即75英呎），而該地所採用的時區為UTC-5，即北美东部時區（EST）。同時該地設有夏令時間，為UTC-5調快一小時，即UTC-4（EDT）。